# Ilme Schlichting
Ilme Schlichting (8 de marzo de 1960) es una biofísica alemana, conocida principalmente por sus aportes al desarrollo de experimentos de resolución temporal en el campo de la cristalografía de rayos X.

## Carrera científica
Ilme Schlichting estudió biología y física en la Universidad de Heidelberg entre 1979 y 1987. Obtuvo el doctorado en Biología en 1990. Schlichting realizó postdoctorados en el Instituto Max Planck de Investigación en Medicina y en la universidad Brandeis en Boston con una beca Feodor Lynen. Entre 1994 y 2001  dirigió un grupo en el Instituto Max  Planck de Fisiología Molecular en Dortmund. Desde 2002  es directora  del departamento de Mecanismos Biomoleculares en el Instituto Max Planck de Investigación en Medicina.
Schlichting ha investigado la estructura y la función de biomoléculas utilizando la cristalografía de rayos X. Durante sus estudios de doctorado contribuyó a elucidar el mecanismo de funcionamiento del complejo de Michaelis usando el método de Laue y pulsos de radiación sincrotrón para observar cambios en la estructura de la enzima con una resolución temporal de segundos. En la década de 2010 realizó el primer estudio de la mioglobina con resolución temporal del orden de cientos de femtosegundos en un láser de electrones libres y es uno de los investigadores pioneros en el desarrollo y utilización de esta técnica.

## Premios
- Beca Feodor Lynen, otorgada por la fundación Alexander von Humboldt  (1990).
- Premio Karl Lohmann (1991).
- Medalla Otto Hahn (1991).
- Premio Ernst Schering  (1998).[4]
- Premio Gottfried Wilhelm Leibniz de la Sociedad Alemana de Investigación (2000).[2]
- Miembro de la Academia de Ciencias Leopoldina (2003).
- Medalla Carus (2003).
- Socio de la American Physical Society (2003).
- Cruz de la Orden de Mérito de la República Federal Alemana (2008).
- Premio Spiers Memorial de la Sociedad Real de Química (2018).